# Coelosia modesta
Coelosia modesta är en tvåvingeart som beskrevs av Oskar Augustus Johannsen 1912. Coelosia modesta ingår i släktet Coelosia och familjen svampmyggor.
Artens utbredningsområde är Kalifornien. Inga underarter finns listade i Catalogue of Life.